# Monique Canto-Sperber

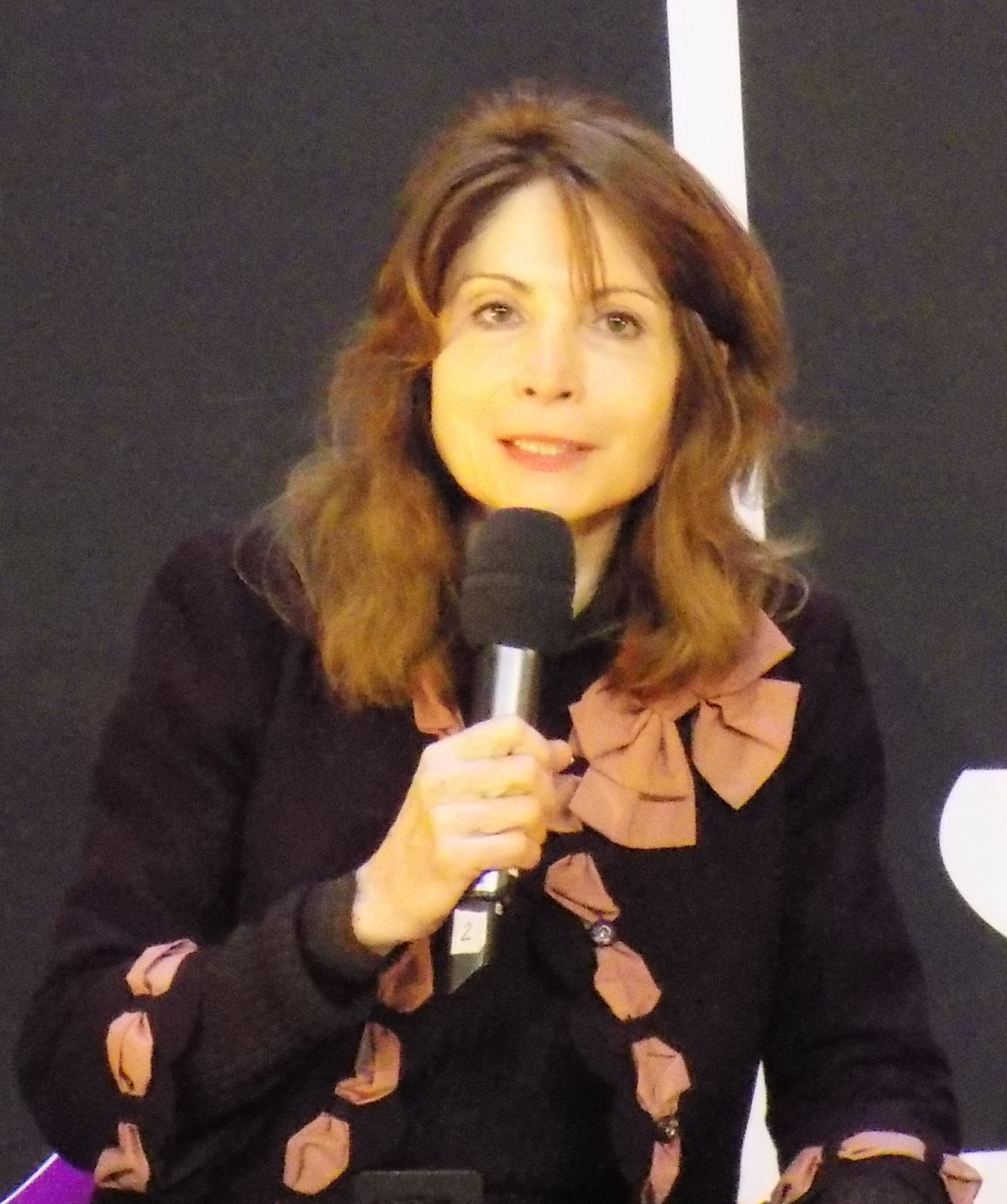
Monique Canto-Sperber

Monique Canto-Sperber (* 14. Mai 1954 in Algerien) ist eine französische Philosophin, Philosophiehistorikerin und Übersetzerin. Sie war von 2005 bis 2012 Direktorin der École normale supérieure, Paris. Von 2012 bis 2014 war sie Gründungsdirektorin der Université PSL, einer neuen Eliteuniversität. Ihre Arbeitsgebiete sind die Ethik und die Erkenntnistheorie. Sie entwickelt eine Analyse des Liberalismus, die darauf abzielt, ihm im Rahmen des sozialistischen politischen Denkens wieder Legitimität zu verleihen.

## Leben
Canto-Sperber ist in Französisch-Algerien aufgewachsen und kam 1964 in das französische Mutterland. Sie hat in Paris das Lycée Racine und das Lycée Condorcet besucht sowie die École normale supérieure de jeunes filles in Sèvres. Sie wurde zum Docteur in Philosophie promoviert und hat die Agrégation in Philosophie erworben. Darauf hat sie an der Universität Rouen und der Universität der Picardie in Amiens gelehrt. 1993 trat sie als Directrice de recherche in den CNRS ein. Von 2001 bis 2004 war sie Mitglied des Comité consultatif national d’éthique, bis 2007 dessen Vice-présidente. 2005 wurde sie zur Directrice der École Normale Supérieure ernannt. Von 2006 bis 2010 war sie zugleich Professorin im Département des humanités et sciences sociales der École polytechnique und Directrice d’études an der École des Hautes Études en Sciences Sociales.

## Auszeichnungen und Ehrungen
Canto-Sperber ist Offizier der Légion d’honneur, Offizier des Ordre national du Mérite und chevalier des Ordre des Arts et des Lettres. 2007 wurde sie zum assoziierten Mitglied der Académie royale des Sciences, des Lettres et des Beaux-Arts de Belgique gewählt.

## Forschungsgebiete
Ihre Arbeitsgebiete sind die Ethik und die Erkenntnistheorie. In diesem Rahmen hat sie auch mehrere Dialoge Platons übersetzt (Gorgias, Ion, Euthydemos, Menon, Der Staat, Buch VII). 1993 hat sie die Sammlung Philosophie morale im Verlag Presses Universitaires de France eingerichtet, in 2000 gefolgt von der Sammlung Questions d’éthique. Sie hat dort selbst mehrere Monographien veröffentlicht. Außerdem hat sie zwei Monographien zur Ethik der internationalen Beziehungen und mehrere Monographien zur Geschichte und zum Konzept des Linksliberalismus verfasst.
Als Spezialistin für antike Philosophie hat Monique Canto-Sperber an Dialogen von Plato gearbeitet und diese übersetzt. In ihrem Buch Philosophie grecque argumentiert Monique Canto-Sperber vor allem, dass die zeitgenössische Auffassung der griechischen Moralphilosophie als im Wesentlichen Formen des Eudämonismus ein Artefakt ist und dass zeitgenössische Debatten nur eine sehr einseitige Sicht auf das Thema darstellen. Ihre Werke betonen den lebensbejahenden Aspekt der Moralphilosophie anhand von Beispielen aus den Künsten und der Literatur. Sie entwickelt außerdem eine Analyse des Liberalismus, die darauf abzielt, ihm im Rahmen des sozialistischen politischen Denkens wieder Legitimität zu verleihen.

## Schriften (Auswahl)
- L'Intrigue philosophique. Essai sur l'Euthydème de Platon, précédé d'une traduction. Paris, Les Belles lettres, 1987.
- Les Paradoxes de la connaissance. Essais sur le Ménon de Platon, Odile Jacob, Paris 1991.
- La Philosophie morale britannique, Presses universitaires de France, Paris 1994.
- (Hrsg.): Dictionnaire d’éthique et de philosophie morale. Presses universitaires de France, Paris 1996, ISBN 2-13-047729-1;  4. Auflage, collection Quadrige/Dicos poche, 2004, ISBN 2-13-053828-2.
- (Hrsg. u. a.): Philosophie grecque. Presses universitaires de France, coll. Premier cycle, Paris 1997.
- Éthiques grecques. Presses universitaires de France, coll. Quadrige/Essai, Paris 2001, ISBN 2-13-050646-1.
- L'Inquiétude morale et la vie humaine. Presses universitaires de France, Paris 2001, ISBN 2-13-051641-6, 2. Auflage 2002, ISBN 2-13-052390-0.
- Le Socialisme libéral. Une anthologie (Europe – États-Unis). Éditions Esprit, Paris 2003, ISBN 2-909210-29-4.
- Pourquoi le libéralisme n'est pas le laissez-faire. En temps réel, Suresnes 2003.
- Les Règles de la liberté. Plon, Paris 2003, ISBN 2-259-19839-2.
- Le Bien, la guerre et la terreur. Pour une morale internationale. Plon, Paris 2005, ISBN 2-259-20005-2.
- mit Nicolas Tenzer: Faut-il sauver le libéralisme ? Éditions Grasset, Paris 2006, ISBN 2-246-69171-0
- Le Libéralisme et la Gauche, Fayard/Pluriel, Paris 2008.
- mit René Frydman: Naissance et Liberté. Plon, Paris 2008, Éditions Grasset, Paris 2009.
- Les Hommes et leurs récits. Éditions Textuel, Paris 2009.
- Pour une morale internationale. Presses universitaires de France, Paris 2010.
- La Guerre juste. Presses universitaires de France, Paris 2010.
- Sans foi ni loi. Amour, amitié, séduction. Plon, Paris 2015.
- L'Oligarchie de l'excellence: les meilleures études pour le plus grand nombre, PUF, Paris 2017.
- La Fin des libertés: ou comment refonder le libéralisme, Robert Laffont, Paris 2019.
- Sauver la liberté d'expression, Albin Michel, Paris 2021.
- Une école qui peut mieux faire, Albin Michel, Paris 2022.